# دسته سریع
دسته سریع (انگلیسی: Fast Company) فیلمی در ژانر درام و ورزشی به کارگردانی دیوید کراننبرگ است که در سال ۱۹۷۹ منتشر شد.

## بازیگران
- ویلیام اسمیت - لانی جانسون
- کلودیا جنینگز - سمی
- جان ساکسون - فیل آدامسون
- نیکلاس کمپبل - بیلی براکر
- دان فرنکس - الدر
- سدریک اسمیت - گری بلک
- جودی فاستر - کندی
- مایکل بل - چاک رندل